# Freixialina
Freixialina es un género de foraminífero bentónico de la familia Mayncinidae, de la superfamilia Nezzazatoidea, del suborden Nezzazatina y del orden Lituolida. Su especie tipo es Freixialina planispiralis. Su rango cronoestratigráfico abarca desde el Kimmeridgiense hasta el Portlandiense (Jurásico superior).

## Discusión
Clasificaciones previas incluían Freixialina en la Ssuperfamilia Lituoloidea, así como en el suborden Textulariina del orden Textulariida, o en el orden Lituolida sin diferenciar el suborden Nezzazatina.

## Clasificación
Freixialina incluye a las siguientes especies:
- Freixialina elphidii
- Freixialina planispiralis